# Maxime Lefebvre
Maxime Lefebvre, né le 28 septembre 1967, est diplomate, docteur en science politique, professeur à l'Institut d’études politiques de Paris et à ESCP Europe, et a publié plusieurs ouvrages de relations internationales et de géopolitique européenne.

## Biographie

### Jeunesse et études
Après des études primaires et secondaires à Tourcoing et une prépa HEC à Paris (Ipesup-Prepasup), Maxime Lefebvre est devenu diplômé de l'École des hautes études commerciales de Paris (1989) puis de Sciences-Po Paris (1990) et a fait une maîtrise d'histoire à l'Université de Sorbonne Paris IV (1990). 
Après son service militaire dans la marine comme élève-officier aspirant (section interprétation-transmission) en 1991, il est sorti de l'École nationale d'administration en 1994. 
En 2012, il a soutenu une thèse de doctorat en science politique à l'Université Panthéon-Assas sous la direction de Serge Sur sur l'Union européenne : la fédération d'États-nations entre préférences nationales, jeux de puissance et coopération institutionnelle (publiée et adaptée en 2013 sous la forme d'un essai La construction de l'Europe et l'avenir des nations).

### Carrière diplomatique
Entré au ministère des affaires étrangères en 1994, Maxime Lefebvre a été conseiller technique au cabinet de Hubert Védrine, Ministre des affaires étrangères, entre 1997 et 2000. Il a été en poste à l'ambassade de France à Berlin et à la représentation permanente auprès de l'Union européenne. Il a aussi été responsable des affaires européennes à l'Institut français des relations internationales (2002-2004), directeur des relations internationales à l'École nationale d'administration (2010-2012), et directeur adjoint de la prospective au ministère des affaires étrangères (2012-2013).
Il est nommé en 2013 ambassadeur, représentant permanent auprès de l'Organisation pour la sécurité et la coopération en Europe, à Vienne. Puis il devient ambassadeur en mission auprès de Jean-Marc Ayrault, ancien Premier ministre, qui est chargé avec Annegret Kramp-Karrenbauer, ministre-présidente de Sarre, de préparer un rapport pour promouvoir l'intégration au sein de nos sociétés, rapport présenté au Conseil des ministres franco-allemand de Metz le 7 avril 2016. En 2017, il est nommé ambassadeur pour les commissions intergouvernementales, la coopération et les questions frontalières, fonction qu'il quitte en 2018 pour être chargé de la prospective à la direction de l'Union européenne du Quai d'Orsay.
Durant sa carrière, Maxime Lefebvre a notamment travaillé sur les questions stratégiques, la relation avec la Russie et les relations franco-allemandes. Il a été impliqué dans la gestion de trois crises majeures à l'est de l'Europe : la crise du Kosovo (1998-1999) qu'il a suivie comme conseiller au cabinet de Hubert Védrine ; la guerre en Géorgie (2008) durant laquelle il présidait le groupe Europe orientale et Asie centrale du Conseil de l'Union européenne à Bruxelles à l'occasion de la présidence française de l'UE ; et la crise ukrainienne pendant laquelle il était ambassadeur à l'OSCE (2014).[réf. nécessaire]

## Activités académiques
Maxime Lefebvre a publié de nombreux ouvrages et articles sur les relations internationales et les questions européennes, notamment un manuel de relations internationales qui fait référence pour la préparation aux concours administratifs.
Il est membre du comité de rédaction de la Revue internationale et stratégique de l'Institut des relations internationales et stratégiques, dirigé par Pascal Boniface, et co-responsable avec Frédéric Bozo de la rubrique « politique étrangère de la France » dans l'Annuaire français de relations internationales.|date=18 avril 2020

## Engagements
Il fait partie des personnalités siégeant au troisième collège du Mouvement européen.

## Ouvrages
- avec Pascal Gauchon, Méthodologie de la dissertation, Ellipses-Marketing, 1990.
- avec Pascal Gauchon, Se préparer à l'oral, Ellipses-Marketing, 1990.
- avec Dan Rotenberg et la participation de Pascal Gauchon, préface de Patrick Wajsman, La genèse du nouvel ordre mondial : de l'invasion de l'Afghanistan à l'effondrement du communisme, Ellipses, 1992
- avec Patrice Touchard, Christine Bermont, Patrick Cabanel, Le siècle des excès de 1870 à nos jours, PUF Major, 1992
- Le jeu du droit et de la puissance : précis de relations internationales, Préface de Daniel Vignes, Presses universitaires de France / Major, 1997, 2000, 2007, 2013, 2018, 2022
- La Politique étrangère américaine, Presses universitaires de France (coll. « Que sais-je ? »), 2004, 2008, 2018
- avec Yves Doutriaux, préface de Bernard Kouchner, La diplomatie. Les dessous des relations entre les États, Autrement, 2008
- La Politique étrangère européenne, Presses universitaires de France (coll. « Que sais-je ? »), 2011, 2016
- L'Union européenne peut-elle devenir une grande puissance ?, préface d'Elisabeth Guigou, La Documentation française / Réflexe Europe, 2012
- La construction de l'Europe et l'avenir des nations, Armand Colin, 2013
- La Politique étrangère de la France, coll. « Que sais-je ? », 2019